# Carthagène (boisson)
Pour les articles homonymes, voir Carthagène.

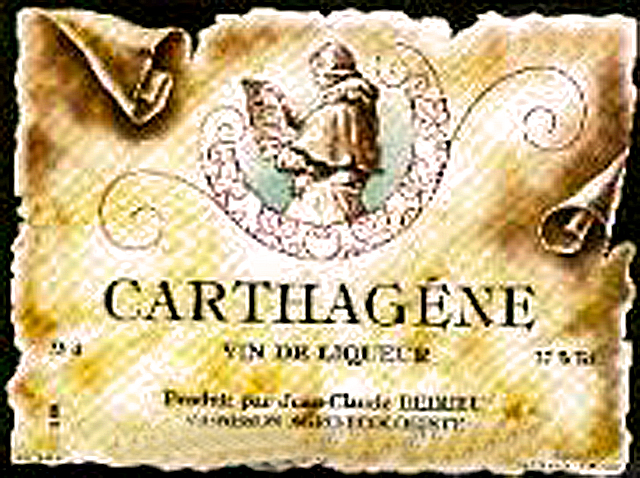
Étiquette de cartagène.

La carthagène, ou cartagène (cartagena, en occitan), est une boisson alcoolisée, de type mistelle, consommée à l'apéritif et typique du Languedoc, produite dans les départements de l’Ardèche, du Gard, de l'Hérault, de l'Aude et de la Lozère.

## Élaboration
Ce vin de liqueur, ou mistelle, est issu de l'assemblage de 80 % de moût de raisin frais et de 20 % d'eau-de-vie de vin. La proportion varie légèrement en fonction du degré de l'eau-de-vie. Le mélange doit titrer 16° d'alcool au minimum pour éviter une fermentation du produit.
Il existe plusieurs façons d'élaborer une cartagène suivant les différentes régions viticoles, mais toutes partent des mêmes ingrédients : moût (jus de raisin non fermenté), alcool, éventuellement ingrédients divers pour aromatiser (exemple : vanille), mais pas de sucre.
Le goût dépend des variétés de raisin qui ont donné le jus, et le marc de raisin (surtout s'il est de fabrication artisanale) donne un parfum très différent de celui obtenu avec un alcool neutre.
La cartagène peut être dorée avec du moût de raisin blanc ou rouge. Selon le cas, elle peut être embouteillée rapidement pour garder des arômes frais de jus de raisin, ou être mise en fût un certain temps (jusqu'à plus de dix ans) pour évoluer vers des arômes rancio.

## Cartagène du Languedoc
C'est un produit qui a fait une demande de reconnaissance en AOC. L'orthographe ne comporte pas de « h », le terme venant de « quart » (trois quarts de moût pour un d'alcool).
Toutefois, l’origine du nom n'est pas exempt de polémique, certains considérant qu'il faudrait écrire Carthagène avec un « h », pour le rattacher à Carthage et  aux carthaginois .

### Préparation
La cartagène doit utiliser uniquement des raisins de cépage languedocien et une eau-de-vie, ou de marc, du Languedoc. On ne doit pas rajouter de sucre dans le moût, car cela s'apparenterait à un vin doux de type muscat. Les producteurs utilisent exclusivement des ingrédients viticoles. Après ajout de l'alcool, la mistelle est ensuite vieillie en cuve ou en foudre. Jeune, elle garde le goût du raisin. Plus vieille, elle évolue vers des arômes rancio. L'alcool utilisé est neutre : il titre autour de 96 %. Plus son degré alcoolique est élevé, plus faible sera sa proportion. Ainsi, c'est le moût seul qui donne les arômes.

### Utilisation
La cartagène peut se boire en apéritif, digestif, en accompagnement de melon, de chocolat, de fruits secs, de foie gras, de châtaignes, et avec certains plats cuisinés. Elle est traditionnellement servie en apéritif, mais on peut aussi la servir sur du foie gras, ou, pour une cartagène vieille, sur du roquefort.

## Production
Il existe plusieurs domaines viticoles qui commercialisent leur production.